# Brauner Kugelfisch
Der Braune Kugelfisch  (Tetraodon miurus)  ist eine aus Afrika stammende Kugelfisch-Art. Er ist außerdem unter den Namen Kongo-Kugelfisch und Kofferkugelfisch bekannt.

## Beschreibung
Der Braune Kugelfisch kann eine maximale Länge von 15 Zentimetern erreichen und ist in seiner Farberscheinung sehr veränderlich. Er variiert zwischen rot-orange, ockergelb, dunkelbraun, hellbraun und sogar fast schwarz. Er weist eine kofferförmige, kantige Körperform auf. Seine Augen sind auf der Oberseite des Kopfes, so dass er im Sandboden eingraben auf Beute lauern kann. Auch das Maul ist oberständig. Wie alle Kugelfische kann er sich bei Gefahr aufblasen.

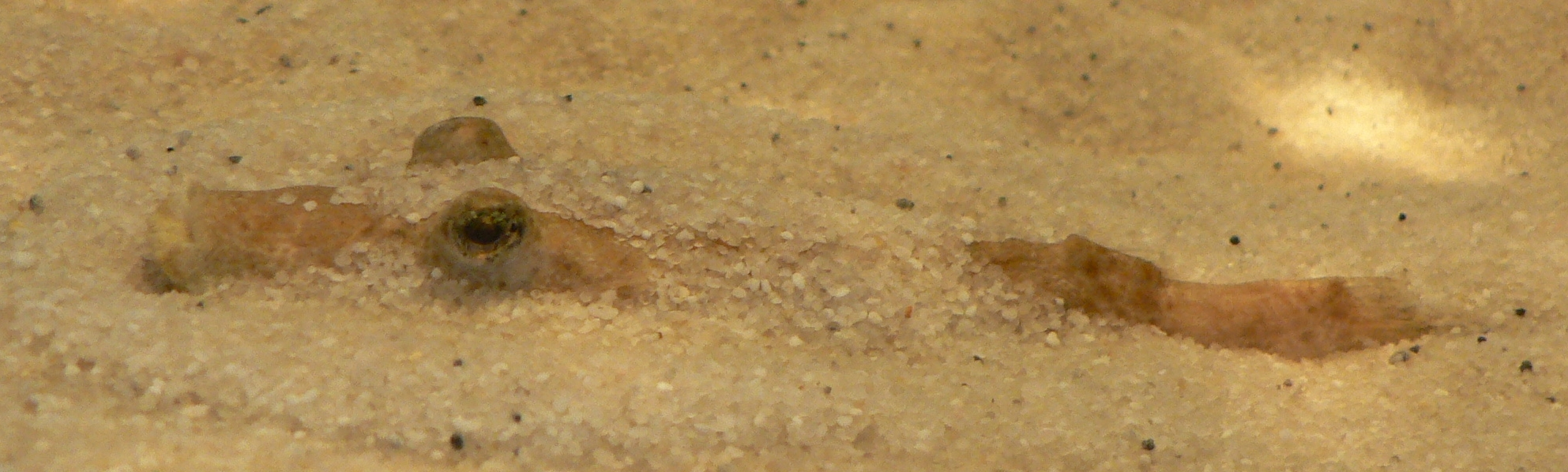
Brauner Kugelfisch, auf Beute lauernd

## Lebensweise
Der Braune Kugelfisch ist ein einzelgängerischer Lauerräuber, der stundenlang im Sandboden vergraben auf vorbeischwimmende Beute lauert. In freier Natur kommt dieser Fisch meist einzeln lebend vor.

## Verbreitung
Sein Verbreitungsgebiet ist das Kongobecken. Typusfundort des Braunen Kugelfisches ist der Ubangi bei Mobayi-Mbongo, ehemals Banzyville.

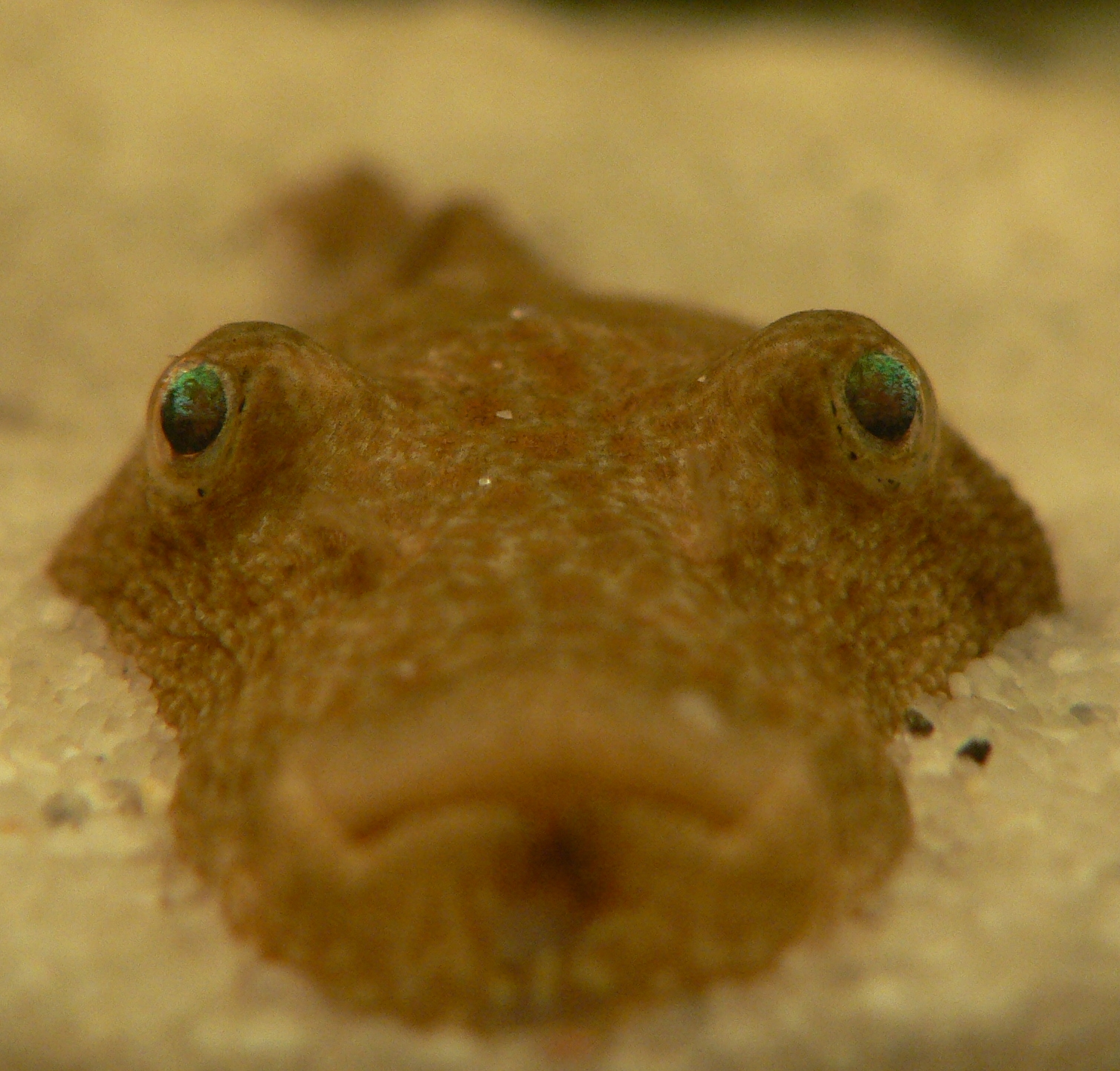
Frontansicht eines Tetraodon miurus